# Cittadinanza andorrana
La cittadinanza andorrana è basata principalmente sul principio dello ius sanguinis.

## Requisiti per la cittadinanza

### Per discendenza
I bambini nati da genitori che erano cittadini di Andorra al momento della nascita (indipendentemente dal luogo di nascita) hanno per diritto la cittadinanza andorrana.

### Per nascita
Un bambino nato in Andorra può reclamare la cittadinanza andorrana in uno dei seguenti casi:
- nato da genitori di cui uno dei due (o entrambi) è nato ad Andorra e vi viveva in modo permanente e principale al momento della nascita;
- nato da genitori non andorrani che vivevano stabilmente e principalmente in Andorra da almeno 10 anni al momento della nascita.

### Per naturalizzazione
Tramite naturalizzazione soddisfacendo i seguenti criteri:
- rinuncia alle cittadinanze straniere esistenti
- aver risieduto ad Andorra permanentemente per almeno 10 anni se il richiedente ha seguito lì l'intera formazione scolastica o per almeno 20 se il richiedente può dimostrare la sua completa integrazione nella società andorrana.

## Perdita della cittadinanza
Se un cittadino di Andorra serve nelle forze armate o di governo di un altro paese o prende una cittadinanza straniera perde automaticamente la cittadinanza andorrana.

## Doppia cittadinanza
La doppia cittadinanza è severamente vietata dalla legge di Andorra.